# Туманян Степан Левонович
Степан Левонович Туманян (26 березня 1921, місто Берд, тепер Вірменія — 1 жовтня 1984, місто Єреван, тепер Вірменія) — вірменський радянський діяч, секретар ЦК КП Вірменії, заступник голови Ради міністрів Вірменської РСР. Депутат Верховної ради Вірменської РСР 4—10-го скликань. Кандидат технічних наук (1969). Герой Соціалістичної Праці (20.04.1971).

## Життєпис
Нарожився в родині службовця. Ще у дошкільному віці разом із родиною переїхав до Єревана. Закінчив Єреванську середню школу № 8 імені Пушкіна.
У 1943 році закінчив хіміко-технологічний факультет Єреванського політехнічного інституту імені Карла Маркса, здобув спеціальність інженера-хіміка.
Ще навчаючись на останньому курсі політехнічного інституту, в 1942 році Степан Туманян був направлений на роботу начальником зміни Єреванського заводу синтетичних каучуків імені Кірова Наркомату хімічної промисловості СРСР. Потім працював заступником начальника та начальником виробничого відділу, головним диспетчером, начальником виробництва заводу.
Член ВКП(б) з 1945 року.
У 1950—1952 роках — парторгом ЦК ВКП(б) Єреванського заводу синтетичних каучуків імені Кірова.
У 1952—1954 роках — 1-й секретар Ленінського районного комітету КП Вірменії міста Єревана; завідувач відділу промисловості і транспорту Єреванського міського комітету КП Вірменії.
У 1954—1957 роках — директор Єреванського заводу синтетичних каучуків імені Кірова Міністерства хімічної промисловості СРСР.
У червні 1957 — 29 серпня 1959 року — 1-й заступник голови Ради народного господарства Вірменської РСР — міністр Вірменської РСР.
28 липня 1959 — 9 березня 1961 року — секретар ЦК КП Вірменії.
У 1961—1971 роках — директор Єреванського заводу синтетичних каучуків (з 1967 року — хімічного комбінату) імені Кірова.
Указом Президії Верховної Ради СРСР від 20 квітня 1971 року за видатні успіхи у виконанні завдань п'ятирічного плану, впровадження передових методів праці та досягнення високих технічних та виробничих показників Туманяну Степану Левоновичу присвоєно звання Героя Соціалістичної Праці з врученням ордена Леніна та золотої медалі «Серп і Молот».
У 1971 — 9 лютого 1973 року — 1-й заступник голови Державного планового комітету (Держплану) Ради міністрів Вірменської РСР.
9 лютого 1973 — 22 липня 1977 року — заступник голови Ради міністрів Вірменської РСР — голова Держплану РМ Вірменської РСР.
У липні 1977 — жовтні 1979 року — заступник голови Державного планового комітету (Держплану) СРСР у Москві.
17 жовтня 1979 — 25 травня 1983 року — заступник голови Ради міністрів Вірменської РСР.
З травня 1983 року — персональний пенсіонер союзного значення.
Помер 1 жовтня 1984 року після тривалої і важкої хвороби в місті Єревані. Похований в Єреванському міському пантеоні.

## Нагороди
- Герой Соціалістичної Праці (20.04.1971)
- два ордени Леніна (22.02.1966; 20.04.1971)
- медаль «За трудову відзнаку» (5.11.1954)
- медалі
- Лауреат Державної премії Вірменської РСР (1972) — за розробку та впровадження у промисловість методу стабілізації складу природного газу
- Заслужений інженер Вірменської РСР (1965)
- Почесна грамота Президії Верховної ради Вірменської РСР (25.05.1983)